# Osebergsskeppet

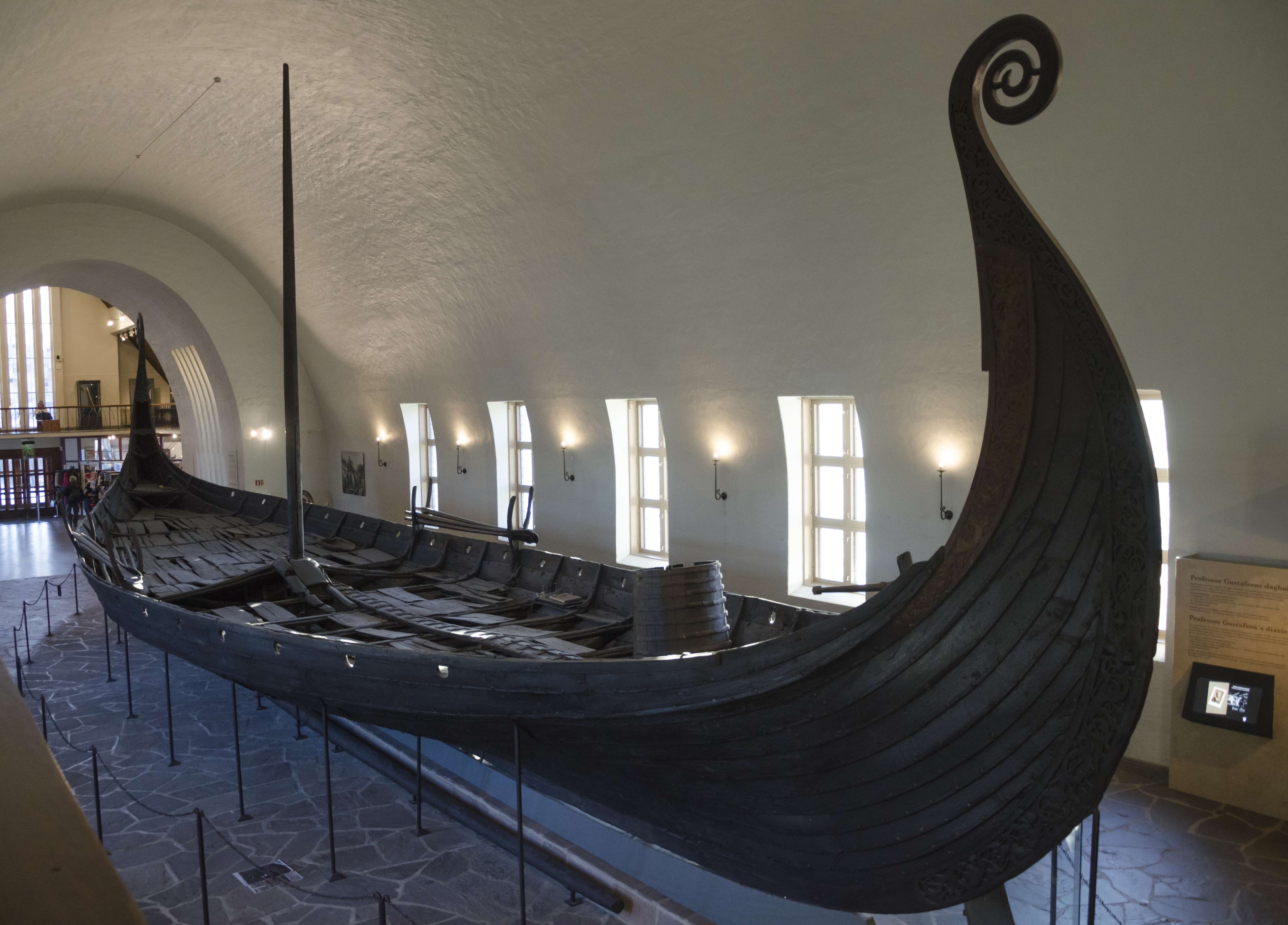
Osebergsskeppet på Vikingskipshuset, Oslo

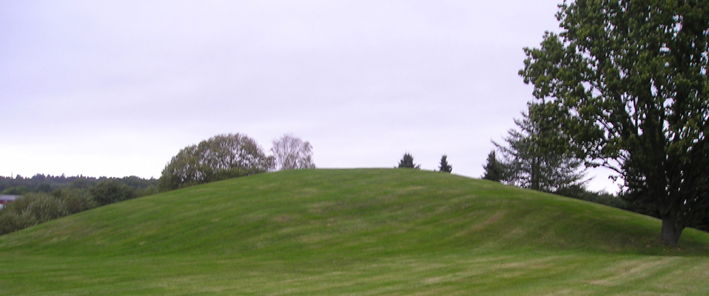
Osebergshögen

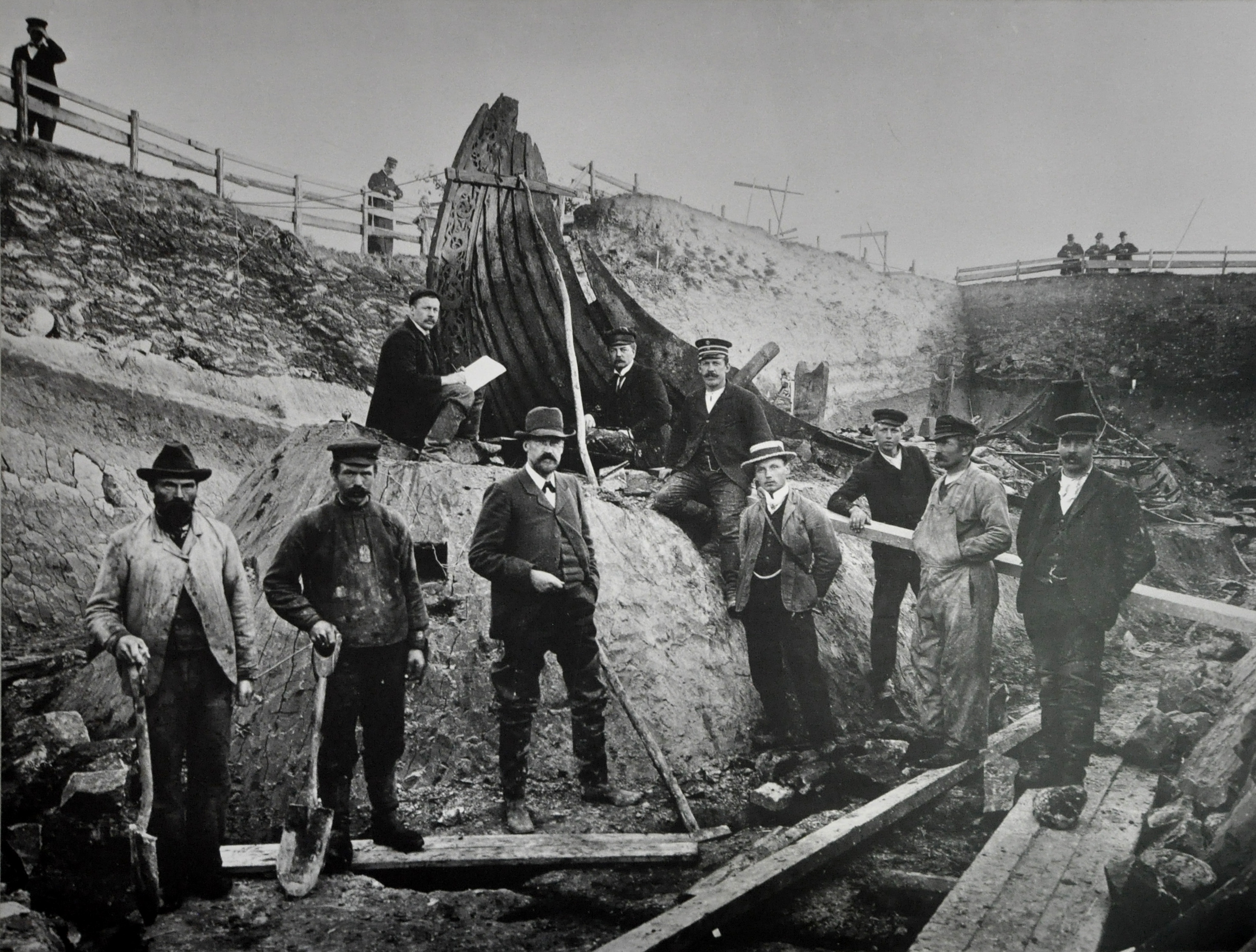
Osebergskeppet grävs ut 1904-05

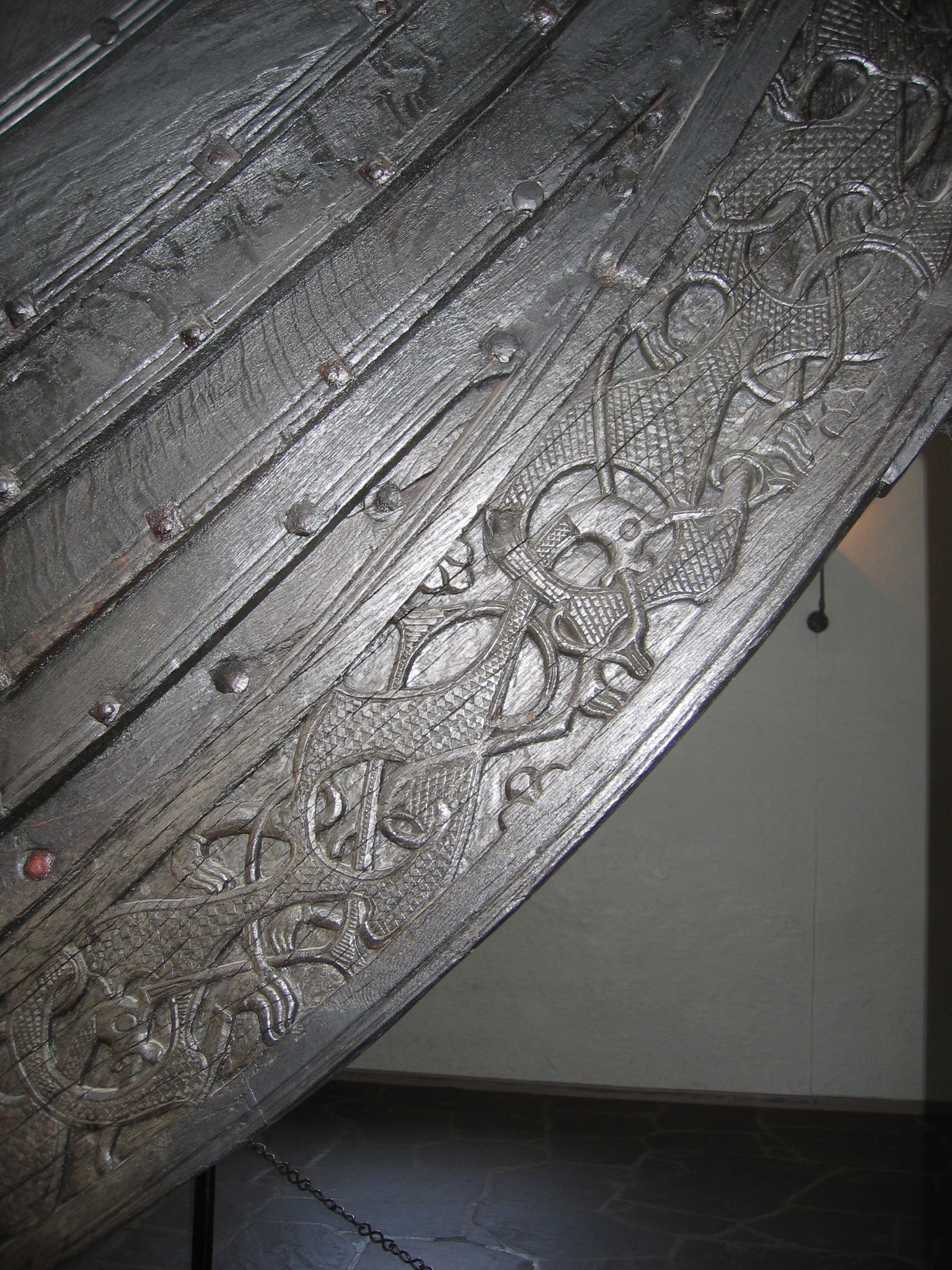
Detalj av skeppets stäv

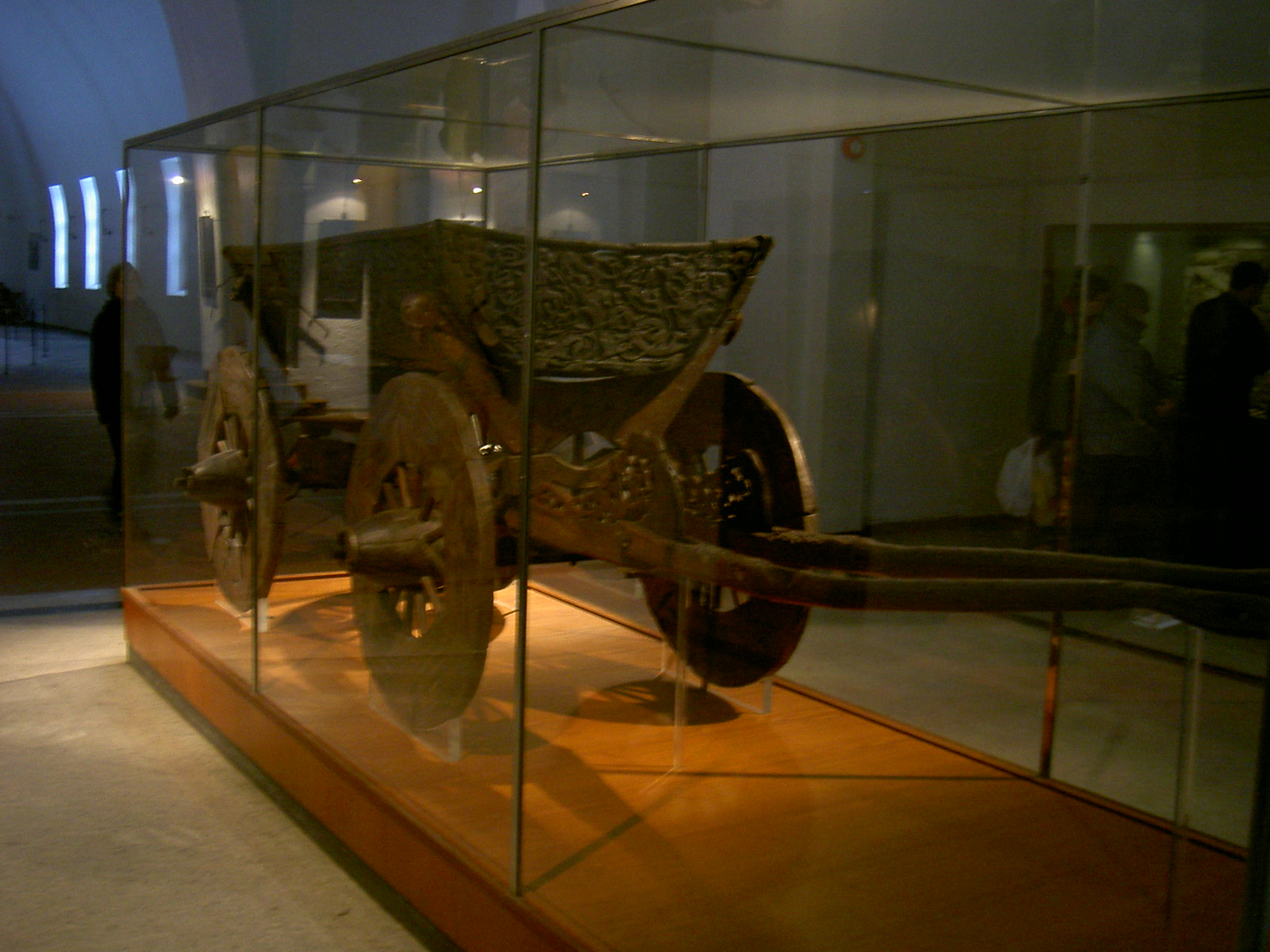
Processionsvagnen som hittades i skeppet

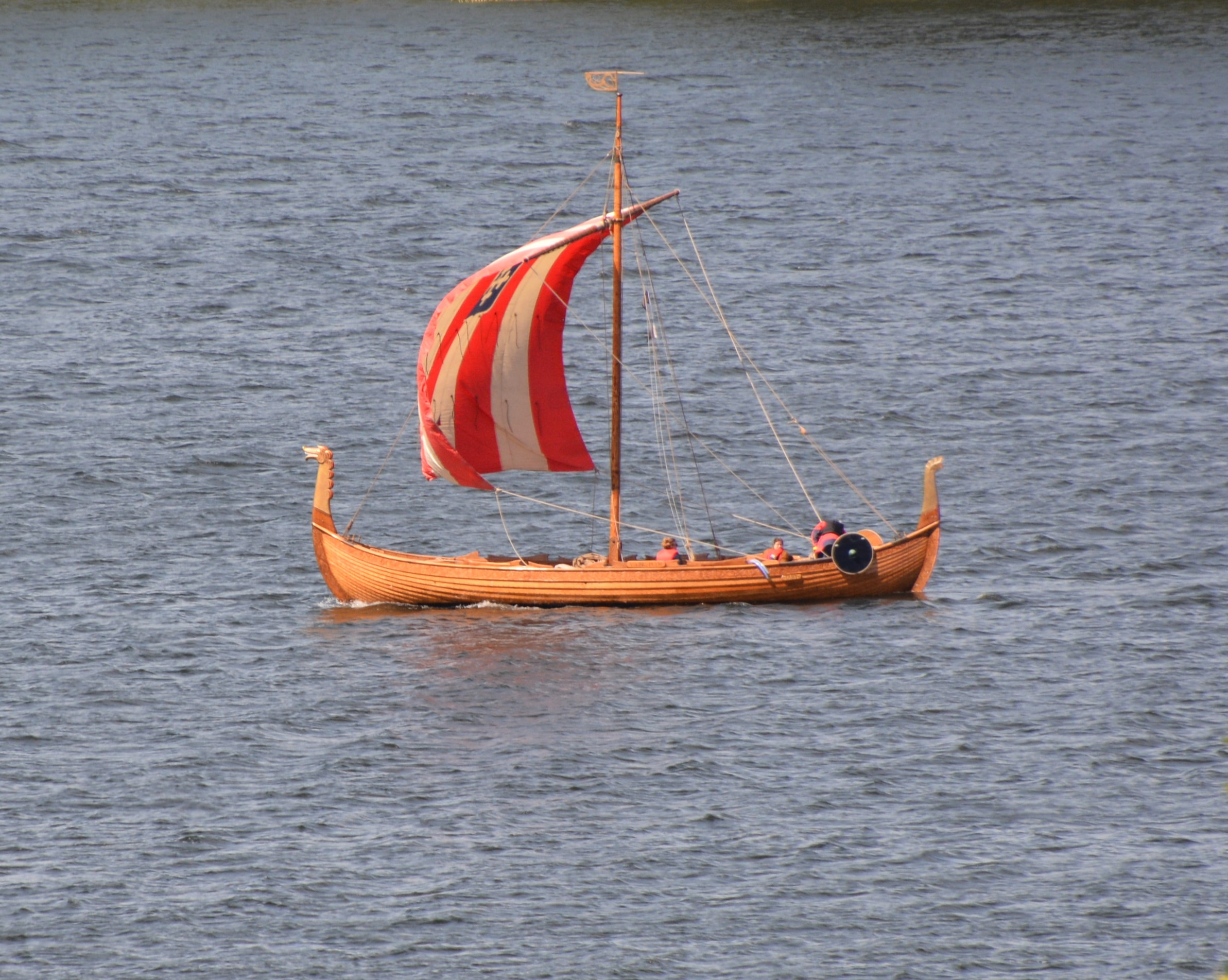
Bjarke, nedskalad kopia av Osebergsskeppet, på Mälaren 2017

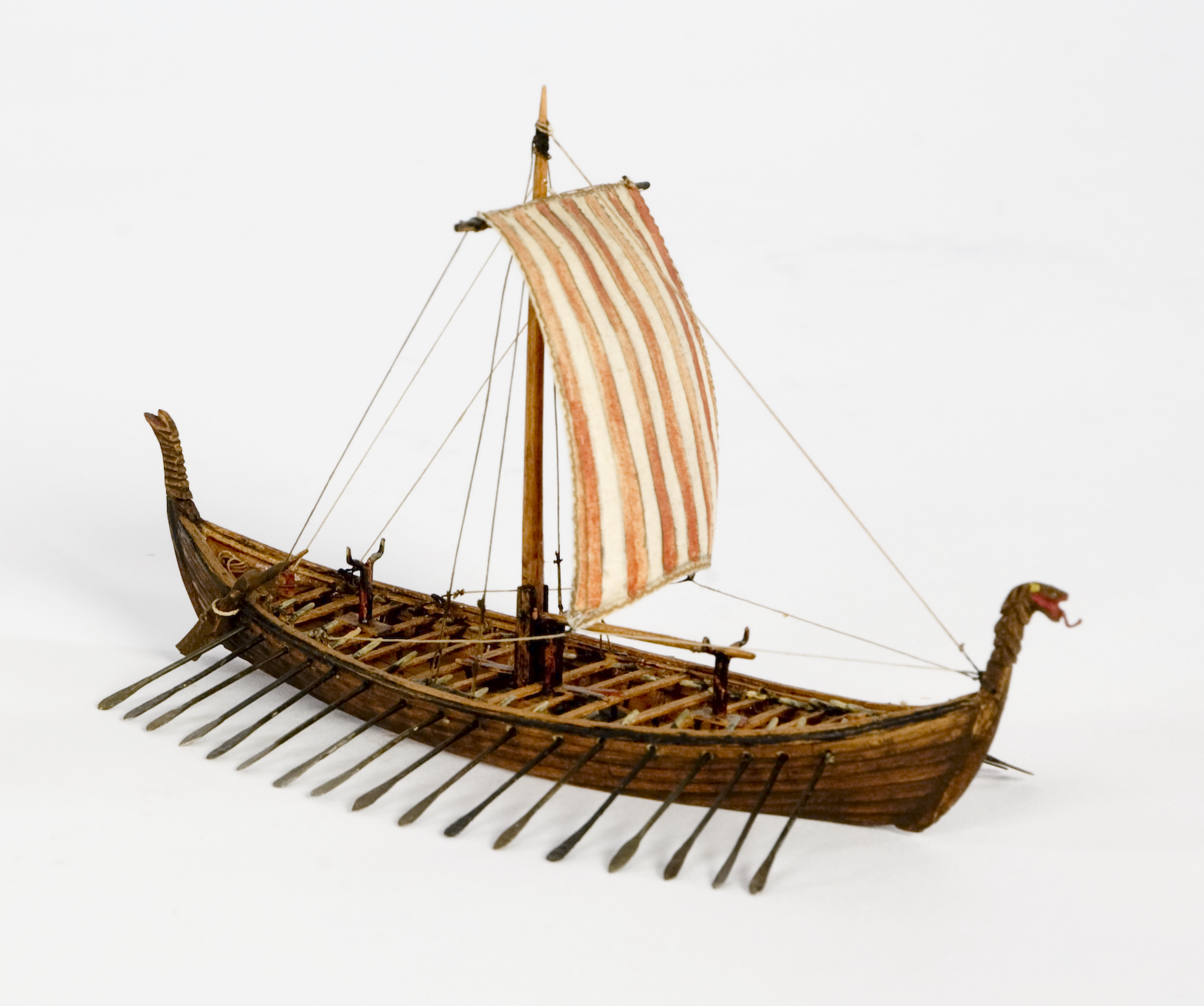
Modell av Osebergsskeppet, Sjöhistoriska museet

Osebergskeppet från vikingatiden hittades 1903 i en stor norsk gravhög på Osebergs gård i Vestfold fylke, strax norr om Tønsberg vid Oslofjordens västra strand. Det grävdes fram 1904–1905 under ledning av Gabriel Gustafson och Haakon Shetelig, och fyndet forslades till Oslo för konservering. 

## Gravhögen
Osebergshögen mäter 40 meter i diameter, och är 6,5 meter hög. 2002 upptäcktes det att bara akterskeppet och gravkammaren varit täckta från början, och graven har därmed stått halvöppen en tid innan hela skeppet begravdes. Att Osebergskeppet är så välbevarat beror på att man täckte det med lerhaltig jord vilket skapade en syrefattig miljö. Utöver detta, så har fartyget varit belamrat med 100 kubikmeter sten, över vilket även grästorv har anbragts. Dendrodatering av trä från gravhögen har visat att skeppet byggts av träd som fälldes runt 820 och graven tillslutits 834. Skeppet hölls ihop av runt 5500 spikar och naglar.
Högen blev plundrad under andra hälften av 900-talet, varvid kroppar flyttades, alternativt togs ut, och eventuellt stals även vissa offergåvor. I inbrottslagren påträffades människoben, 12 spadar, bårar, delar av en kista, en kniv, dun från kuddar m.m. Plundrarna använde träspadar för att gräva in sig i högen och ett antal av spadarna är bevarade. Spadarna har daterats till andra hälften av 900-talet, lite över 100 år sedan gravsättningen. Det antas att plundrarna använt en säng från graven för att forsla ut de begravda, och att de huggit av sängens drakhuvuden för att det skulle bli enklare att använda sängen som bår.
Osebergsgraven tillhör trots plundringen de rikaste norska vikingatidsfynden. Graven innehöll rester från 15 hästar, fyra hundar och en oxe. Bland de välbevarade träföremålen fanns skeppsutrustning, gårds- och arbetsredskap, vävstolar, köksutrustning, textilfragment och rester av en bildväv, sängar, kistor samt en vagn och fyra slädar.

## Skeppet
Skeppet, som är 21,5 m långt och 5,1 m brett är mycket välbevarat. Det låg riktat i nord-sydlig riktning med fören mot söder. Då det trots sin storlek endast är 1,6 meter högt midskepps har det inte varit ett skepp som lämpat sig för större havsfärder. Den rika utsmyckningen vad gäller träsniderier tyder också på att skeppet haft en alldeles speciell funktion. Stävarna är till exempel spiraldrivna och har snidade ornament vilka troligtvis framhävts av bemålning. Den mycket praktfulla djurornamentiken har indelats i två stilar. Den ena kallas äldre Osebergsstil, den andra följaktligen yngre Osebergsstil. 
Det ytterligt eleganta skrovet och stävarnas mycket praktfulla sniderier påvisar dock att detta skepp måste ha varit något som ägts av någon med en betydande samhällsställning. Skeppet som sådan är utfört i ek, medan masten, bottenplankan, årorna (15 par har hittats) och vissa andra detaljer är tillverkade av furu. Skrovet är klinkbyggt, varvid borden är fästa vid spanten med valbarder, samt med varandra genom järnnitar.
Skeppet var under gravhögen förankrat vid ett stenblock, vilket kan tala för att de som begravde kvinnorna inte ansåg att de begav sig ut på en "sista resa" utan att de låg i hamn i väntan på en framtida uppståndelse.[källa behövs]

## De begravna
Två kvinnor, en mellan 60-70 års ålder och en mellan 25-30 års ålder, har begravts i ett uppbyggt hus på däck och de har fått mängder med praktföremål med sig. Gravgåvarna har utgjorts av bland annat en praktfullt snidad fyrhjulig vagn, två oxar, fjorton hästar, fyra hundar i järnkoppel, trähinkar, två kistor av ek, fyra slädar, tre sängar, köksutensilier, vävutrustning och en stor mängd textilier. Man fann också valnötter, vete och vildäpplen bland gravgåvorna.
Flera arkeologer, med A.W. Brøgger som den förste, har försökt identifiera den yngre av kvinnorna, vars kvarlevor tycks ha tagits bättre om hand, som drottning Åsa Haraldsdatter, Gudröd Veidekonungs gemål, moder till Halvdan Svarte och farmor till Harald Hårfager. Den äldre kvinnan ska då ha varit en trälkvinna som fick följa sin matmor i graven. Resultaten har dock inte blivit allmänt accepterade av forskningen.

## Teorier

### Asar, Åsa eller å?
Ortnamnet Oseberg har tolkats på skiftande vis. Den etablerade tolkningen gör gällande att det bygger på Ása, det vill säga kvinnonamnet Åsa, alternativt æsir, det vill säga gudafamiljen Asar. 2000 framfördes dock kritik mot denna tolkning, och en alternativ förklaring framfördes av F. Korslund. Korslund föreslår att namnet kan bygga på genitiv pluralis av ós, vilket betyder åmynning. Denna tolkning sammanfaller med den bäck som rinner ca 20 meter från högen.

### En man i graven
Det har föreslagits att det även begravts en man i högen, eftersom man förutom de typiskt kvinnliga gravgåvorna även fann en sadel och betselbeslag. Sådana gravgåvor har tidigare endast hittats i mansgravar. Därtill finns det tre uppsättningar av många föremålstyper i graven. Något skelett av en man hittades dock inte. Kroppar kan dock ha flyttats ur graven vid högens forntida plundring. Att just mannens kropp skulle ha tagits ur graven föreslås av Fedir Androshchuk ha berott på vikingatida föreställningar om att man med hjälp av mäktiga personers ben kunde få magiska fördelar. Liksom vid plundringarna av båtgravfältet i Vendel samt Ladbyskibet var den begravdes ben målet för plundrarna - kvar fanns dyrbara gravgåvor, men ingen kropp.

### Fruktbarhetskult?
Forskare har på senare tid menat att den döda, unga kvinnan i Oseberg kan ha varit en prästinna som tjänat gudinnan Freja. Den äldre av de två kvinnorna har då kanske varit en tjänarinna som dödats för att kunna tjäna även i dödsriket. 
I den timrade kammaren på däcket har man berett kvinnornas sista viloplats. Kammarens tak har varit så kraftigt att det länge motstått trycket från sten- och jordmassorna i den hög som uppkastades över skeppet. Kammarens gavel mot aktern var timrad medan gaveln mot fören har varit öppen. Gravkammarens inre har man täckt med bildvävnader vilka delvis fortfarande existerar. Här ses processioner av vagnar, dragna av hästar och omgivna av människor. En bild visar hur processionen passerar män som hänger i ett träd; en hednisk offerlund. Bredvid står två kvinnor, en med upplyft svärd, kanske prästinnan själv. Med sig i skeppet har den döda fått en rikt påkostad, fyrhjulig vagn. Den är cirka 5.5m lång, 1.5m bred och 1.2m hög. Det märkliga är att vagnen inte gått att styra; den har endast kunnat köra fram och tillbaka, kanske på en speciellt anlagd, rak processionsväg. Vagnkorgens baksida är täckt av ett bildsnideri, föreställande nio katter. Just katterna var Frejas symboliska djur, vilka drog gudinnans vagn.
Freja var älskogens gudinna. I dödshuset stod en praktfull och bred säng med djurornamentik. Sängen måste ha stått centralt placerad i rummet på grund av ornamentiken och huvudgavelns lutande form. 
Denna kultteori finner stöd i senare forsknings förnyade genomgång av utgrävningsmaterialet. Schaktritningarna avslöjade nämligen hur delar av begravningsceremonin måste ha gått till. Själva gravhögen har blivit uppförd i två etapper. Först har skeppet med kammaren ställts på plats varefter halva högen färdigställts. Skeppet har under en tid stuckit ut ur högen med sin främre hälft. Kammaren har härigenom varit öppen ut mot förskeppet. Allt har alltså bildat en kultscen. Det är också i förskeppet som man fann de rika offergåvorna som vagn, slädar m.m. Runt fören låg också halshuggna hästar och en halshuggen oxe. Från själva skeppets förparti har man dessutom låtit tre åror sticka ut genom århålen. Först efter en tid har så hela gravhögen tillslutits.